# Пойменные леса
Пойменные леса — леса, которые произрастают на временно затопляемых территориях речных долин (в поймах). Сомкнутость полога наиболее высокая в тайге, где составляет 70—80 %, по направлению к степной зоне уменьшается до 3—10 %. Произрастая вдоль рек, пойменные леса заходят в зоны тундры, степей и полупустынь.

## Растения
Состав пород, произрастающих в пойменных лесах, зависит от режима затопления, химического состава воды, мощности и гранулометрического состава наносов, характера антропогенных воздействий и некоторых других причин. На наиболее затопляемых участках пойм произрастают древесные и кустарниковые породы, наиболее устойчивые к затоплению, погребению аллювиальными отложениями, подтоплению почвенно-грунтовыми водами. На наиболее низких участках пойм, где продолжительность затопления более 60 суток, произрастают виды ивы, в том числе ива трёхтычинковая, ива русская, ива пятитычинковая, ива белая. На плодородных почвах с избыточным увлажнением произрастает ольха чёрная.
В таёжной зоне в местах, затапливаемых на 15—45 суток, место ивы постепенно занимают берёза пушистая и осина. Южнее, в лесостепной зоне основными лесообразующими породами становятся дуб черешчатый, тополь чёрный, тополь белый, вяз гладкий.
На участках, затапливаемых примерно на 15 суток, преобладают хвойные породы: сосна обыкновенная, лиственница сибирская, лиственница даурская, реже ель сибирская и ель обыкновенная.
В засушливых районах деревья и кустарники произрастают преимущественно в разомкнутых лесных полосах вдоль рек, в Средней Азии и Казахстане здесь образуют тугайные леса из ивы, тополя, лоха, тамарикса и др.

## Значение
Пойменные леса предотвращают эрозию, влияют на климат, выполняют аккумулятивную функцию. Предохраняют сельскохозяйственные угодья от заноса песком и повышают их продуктивность. Улучшают условия водопользования и водопотребления. Создают места обитания промысловых рыб и зверей и зоны отдыха людей. В тундре, степях и полупустынях пойменные леса — основной источник древесины.